# Рекурсивний оператор
Нехай {\displaystyle {\mathcal {F}}_{n},\,(n\geq 0)} — клас всіх часткових функцій з {\displaystyle \mathbb {N} ^{n}} в {\displaystyle \mathbb {N} }.
Словом оператор позначається функція {\displaystyle \Phi :\,{\mathcal {F}}_{m}\to {\mathcal {F}}_{n}}. (Тут оператори позначатимуться великими грецькими: {\displaystyle \Phi ,\,\Psi ,\,\ldots })
Тут будемо розглядати лише тотальні оператори, тобто такі для яких область визначення збігається з {\displaystyle {\mathcal {F}}_{m}}.
{\displaystyle \Phi :\,{\mathcal {F}}_{m}\to {\mathcal {F}}_{n}} — рекурсивний оператор, якщо існує обчислювана функція {\displaystyle \phi (z,\mathbf {x} )}, така що
{\displaystyle \forall f\in {\mathcal {F}}_{m},\,x\in \mathbb {N} ^{n},\,y\in \mathbb {N} }
{\displaystyle \Phi (f)(\mathbf {x} )\simeq y} тоді і тільки тоді, коли існує скінченне {\displaystyle \theta \subseteq f}, таке що {\displaystyle \phi ({\tilde {\theta }},\mathbf {x} )\simeq y}.
Зауважте, що {\displaystyle \phi } не обов'язково тотальна.